# Paul Maruyama
Paul Kuniaki Maruyama (ur. 27 października 1941 w Tokio) – amerykański judoka. Olimpijczyk z Tokio 1964, gdzie zajął piąte miejsce w wadze lekkiej.
Siódmy na mistrzostwach świata w 1975; uczestnik zawodów w 1969. Zdobył srebrny medal na igrzyskach panamerykańskich w 1963 i na mistrzostwach panamerykańskich w 1970. Pierwszy na wojskowych MŚ w 1971 i drugi w 1976 roku.

## Letnie Igrzyska Olimpijskie 1964
| Konkurencja | Rundy eliminacyjne     | Rundy eliminacyjne           | Rundy eliminacyjne        | Klas. końcowa |
| Konkurencja | Przeciwnik I           | Przeciwnik II                | 1/4                       | Miejsce       |
| ----------- | ---------------------- | ---------------------------- | ------------------------- | ------------- |
| 68 kg       | Karl Reisinger (AUT) Z | Matthias Schießleder (FRG) Z | Takehide Nakatani (JPN) P | 5.            |